# Naturschutzgebiet Wupper und Wupperhänge mit Seitensiefen
Das Naturschutzgebiet Wupper und Wupperhänge mit Seitensiefen (Kennung GL-046) ist ein ca. 228 Hektar großes Naturschutzgebiet in Leichlingen (Rheinland) im Rheinisch-Bergischen Kreis, welches 2004 erstmals unter Schutz gestellt wurde. Bei der Erstausweisung trug es die Bezeichnung Wupperhänge mit Seitensiefen und der Wupper nördlich Witzhelden und Leichlingen und war ca. 213,26 ha groß. Mit der Neuaufstellung des Landschaftsplans Burscheid und Leichlingen 2014 ging eine Erweiterung und Umbenennung des Gebietes einher.
Das Naturschutzgebiet ist gleichzeitig ein Teilbereich des FFH-Gebiets Wupper von Leverkusen bis Solingen (FFH-Gebietsnummer DE-4808-301).

## Lage
Das NSG erstreckt sich entlang der Wupper, beginnend im Osten nahe der Wupperbrücke bei Glüder und findet seinen Endpunkt westlich von Bergisch-Neukirchen, wo die Wupper in einer Schleife die Bahntrasse Köln – Düsseldorf unterquert. Von Glüder bis Müllerhof liegt das NSG ausschließlich auf der orographisch linken Wupperseite und erfährt auf der rechten, Solinger Wupperseite seine Ergänzung durch das Naturschutzgebiet Tal- und Hangbereiche der Wupper mit Seitenbächen (Kennung SG-002). Ab Müllerhof, wo die Wupper ausschließlich durch Leichlinger Stadtgebiet verläuft, umfasst das NSG GL-046 nun beide Uferseiten. Orographisch links der Wupper liegt im Stadtgebiet von Leverkusen das Naturschutzgebiet Wupperhang mit Henkensiepen und Hüscheider Bachtal (Kennung LEV-006). Angrenzend an das NSG befinden sich ebenfalls die Naturschutzgebiete Hülser Bruch (Kennung GL-055) und Wupper (Kennung LEV-016).

## Beschreibung
Das Gebiet liegt im Naturraum Unteres Wuppertal innerhalb der Bergischen Hochflächen und ist gekennzeichnet durch ein lebhaftes Relief. Es umfasst die naturnah fließende Wupper, die bachbegleitenden Hangwälder sowie die teils tief eingeschnittenen, zufließenden Seitensiefen. Schützenswerte Lebensraumtypen sind unter anderem Schwarzerle-Eschen-Auwälder, Eichenmischwälder und Silikatfelsen mit Felsspaltenvegetation, sowie Hainsimsen-Buchenwälder.

## Besondere Tier- und Pflanzenarten
Die Wupper ist als Laichplatz für Fische wie die der gefährdeten Fischarten Groppe, Fluss- und Bachneunauge von großer Bedeutung. Das Gewässersystem stellt ebenfalls einen bedeutenden Lebensraum für den Eisvogel dar. In den Felsspalten des Gebiets wächst zudem der Prächtige Dünnfarn (Trichomanes speciosum), welcher in Nordrhein-Westfalen als eine „durch extreme Seltenheit gefährdete“ Art eingestuft ist.

## Bootstourismus
Um die Störungen für Tiere entlang der Wupper gering zu halten, gelten beim Befahren der Wupper mit Booten einige Besonderheiten. Grundsätzlich ist das Befahren mit Booten ohne Motor erlaubt, einer der Bootsführer benötigt jedoch einen naturschutzbezogenen Qualifikationsnachweis, welcher durch eine Teilnahme bei einem Lehrgang bei der Biologischen Station Mittlere Wupper erlangt werden kann. Unter anderem dürfen nur ausgewiesenen Ein- und Ausstiege genutzt werden, zudem darf die Wupper nur zu bestimmten Zeiten sowie bei bestimmten (Mindest-)Pegelständen befahren werden. Darüber hinaus gibt es weitere Einschränkungen, welche im Landschaftsplan festgeschrieben wurden.

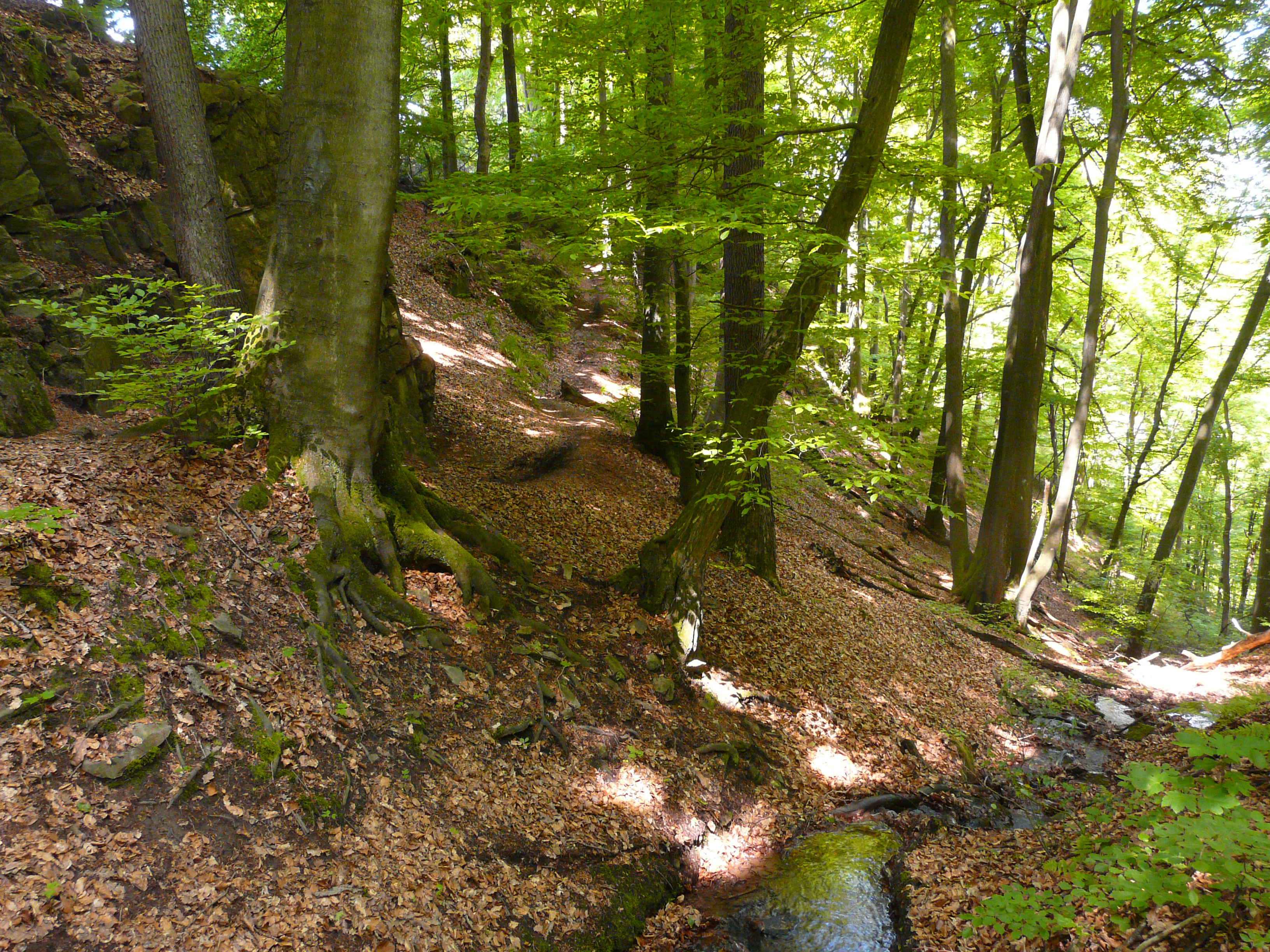
Seitensiefen am Wupperhang nahe Glüder
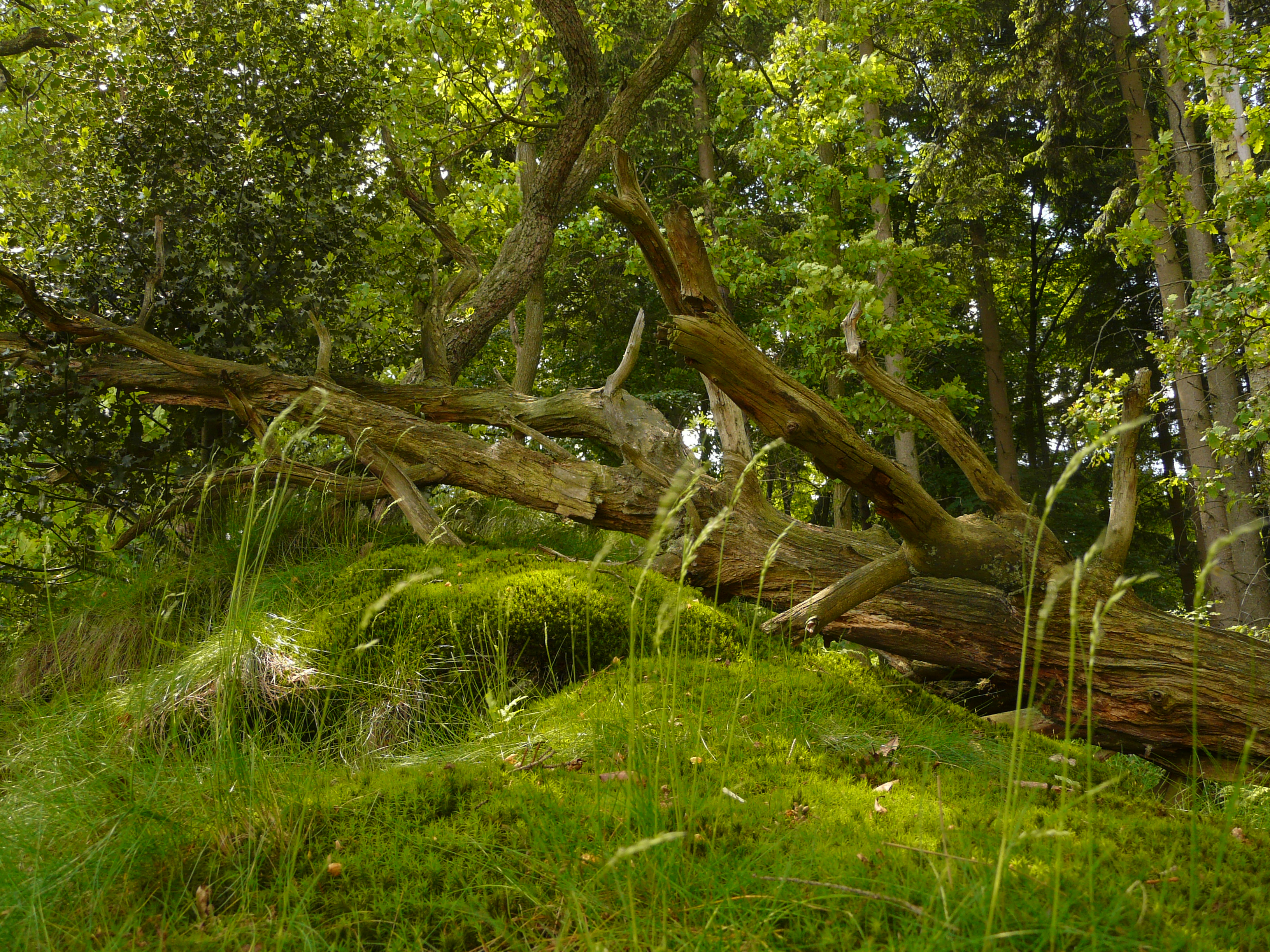
Totholz im Wuppersteilhang
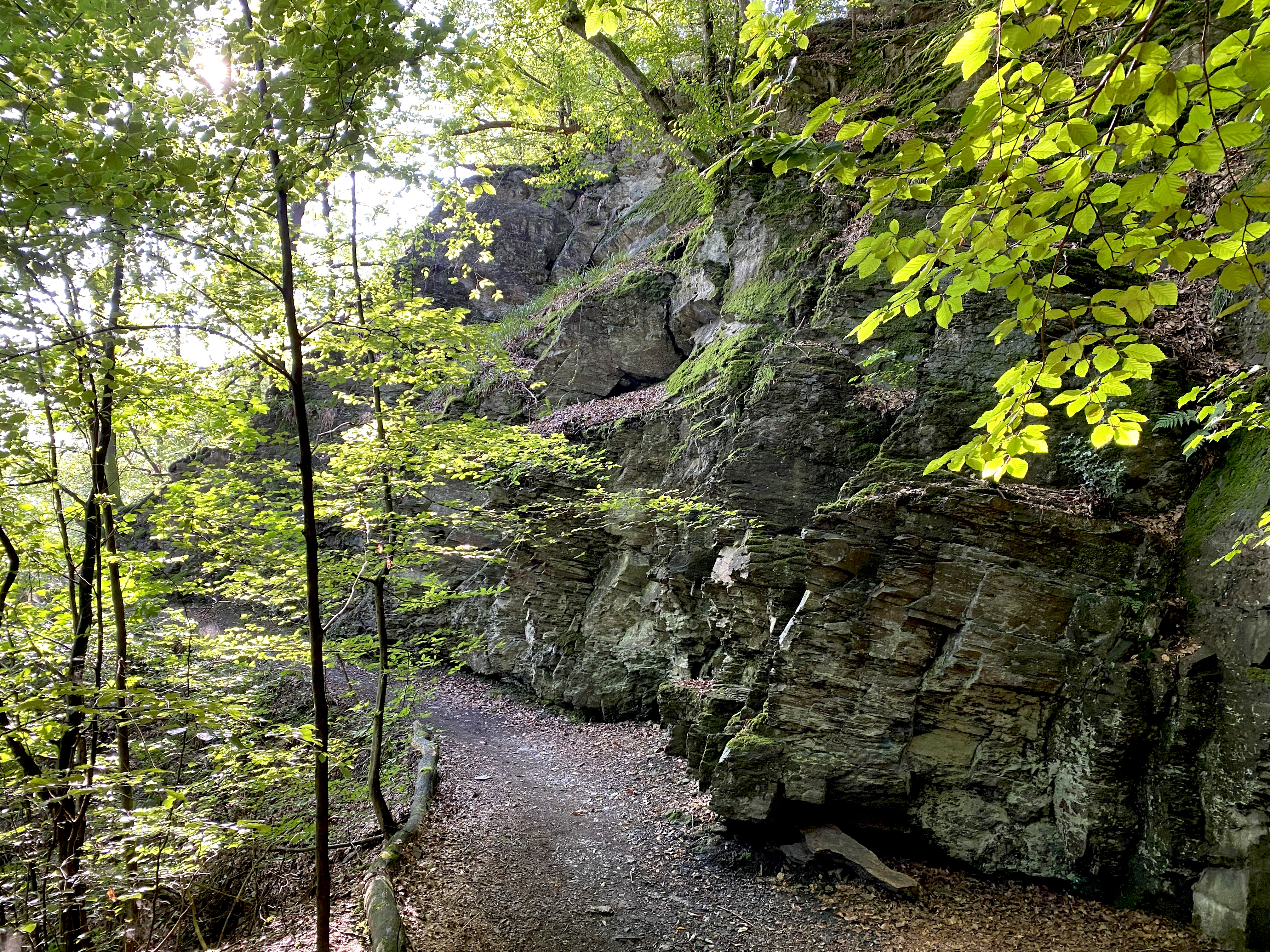
Markantes Felsband am Landrat-Lucas-Weg
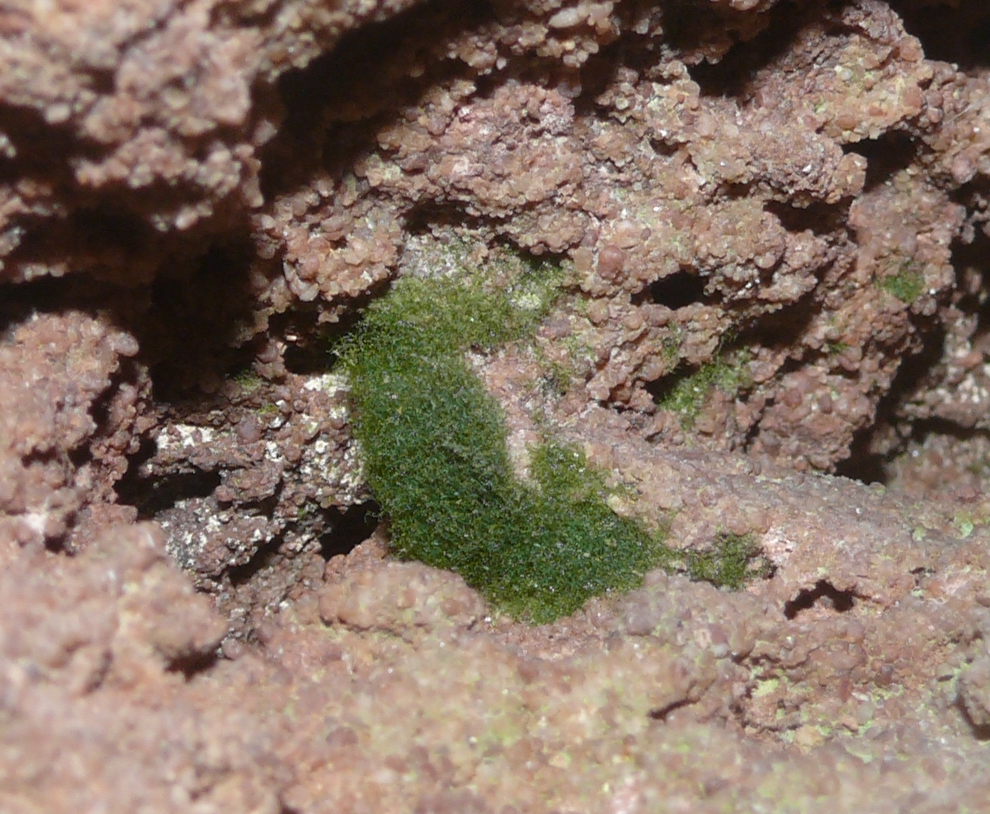
Prächtiger Dünnfarn in Felsspalten
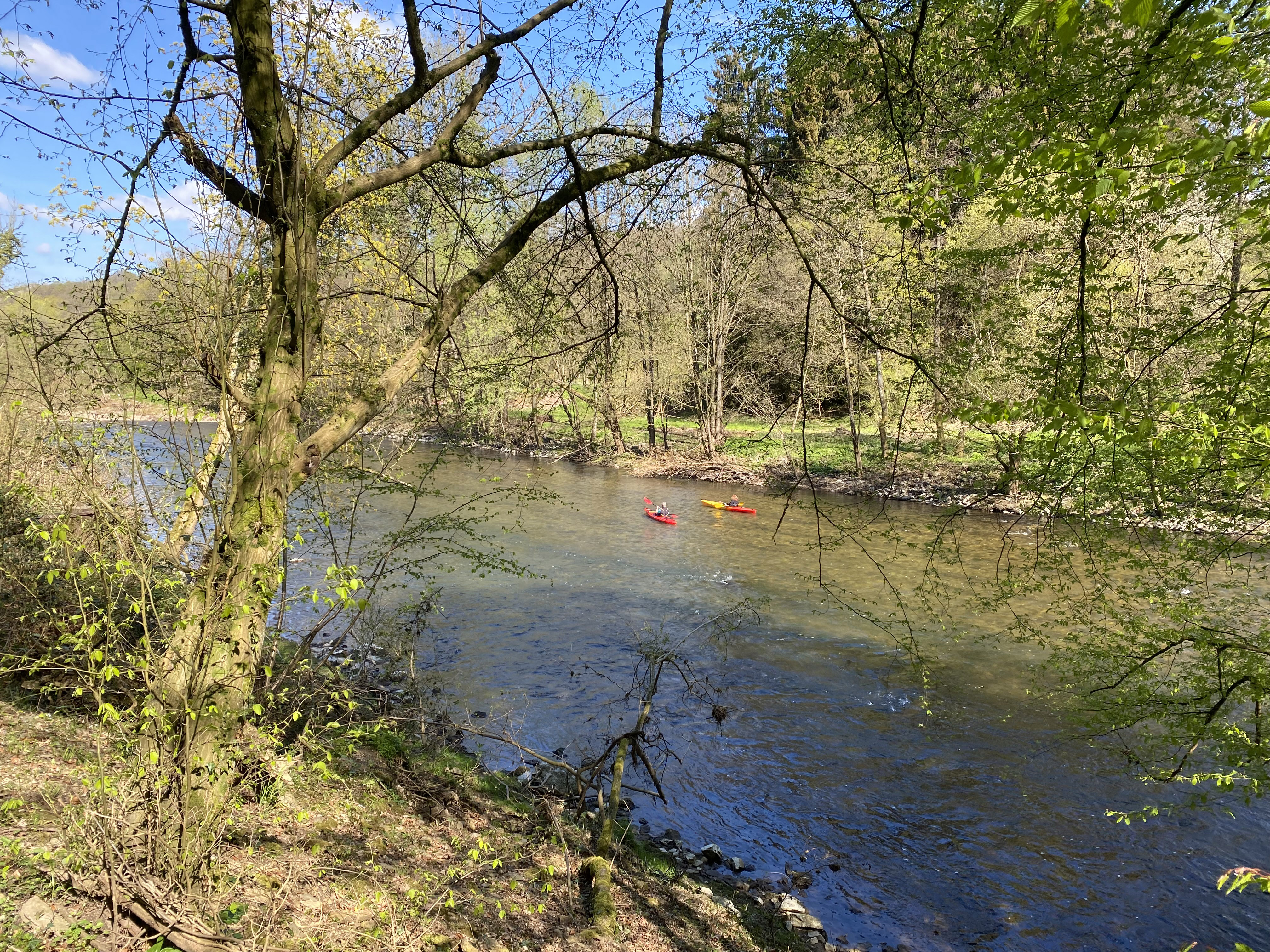
Wupper bei Friedrichstal
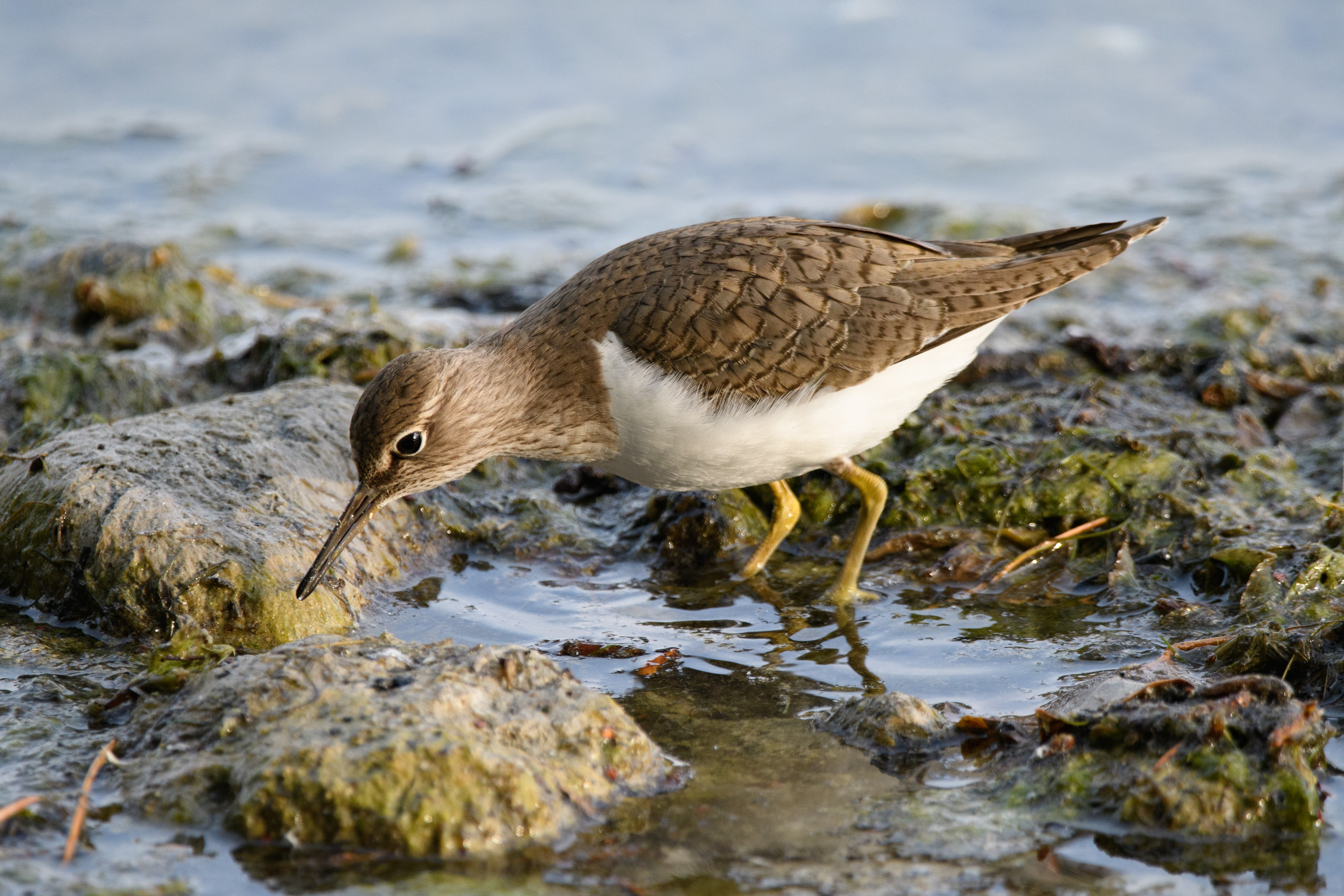
Flussuferläufer (Actitis hypoleucos)
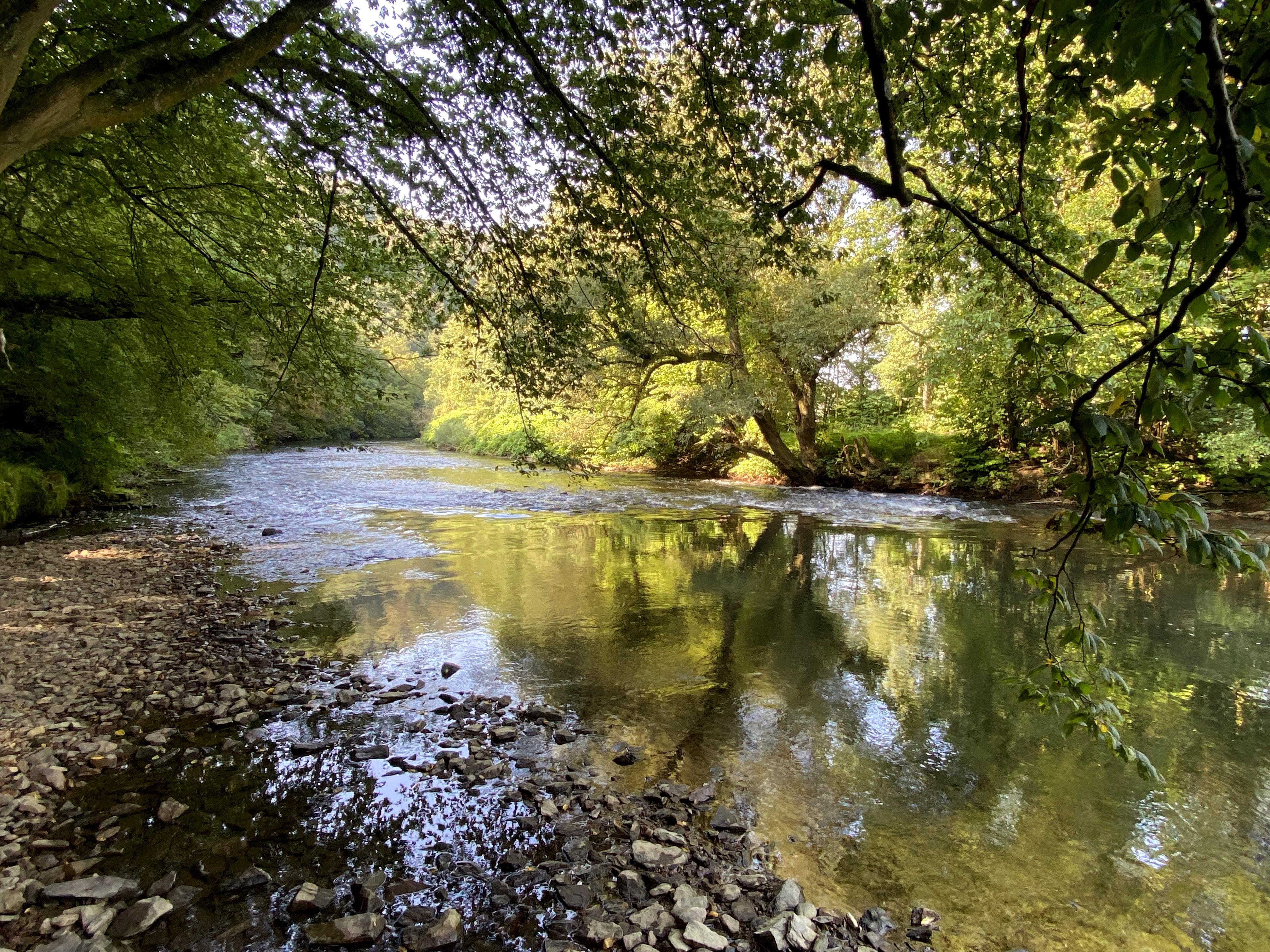
Wupper am Obenrüdener Kotten
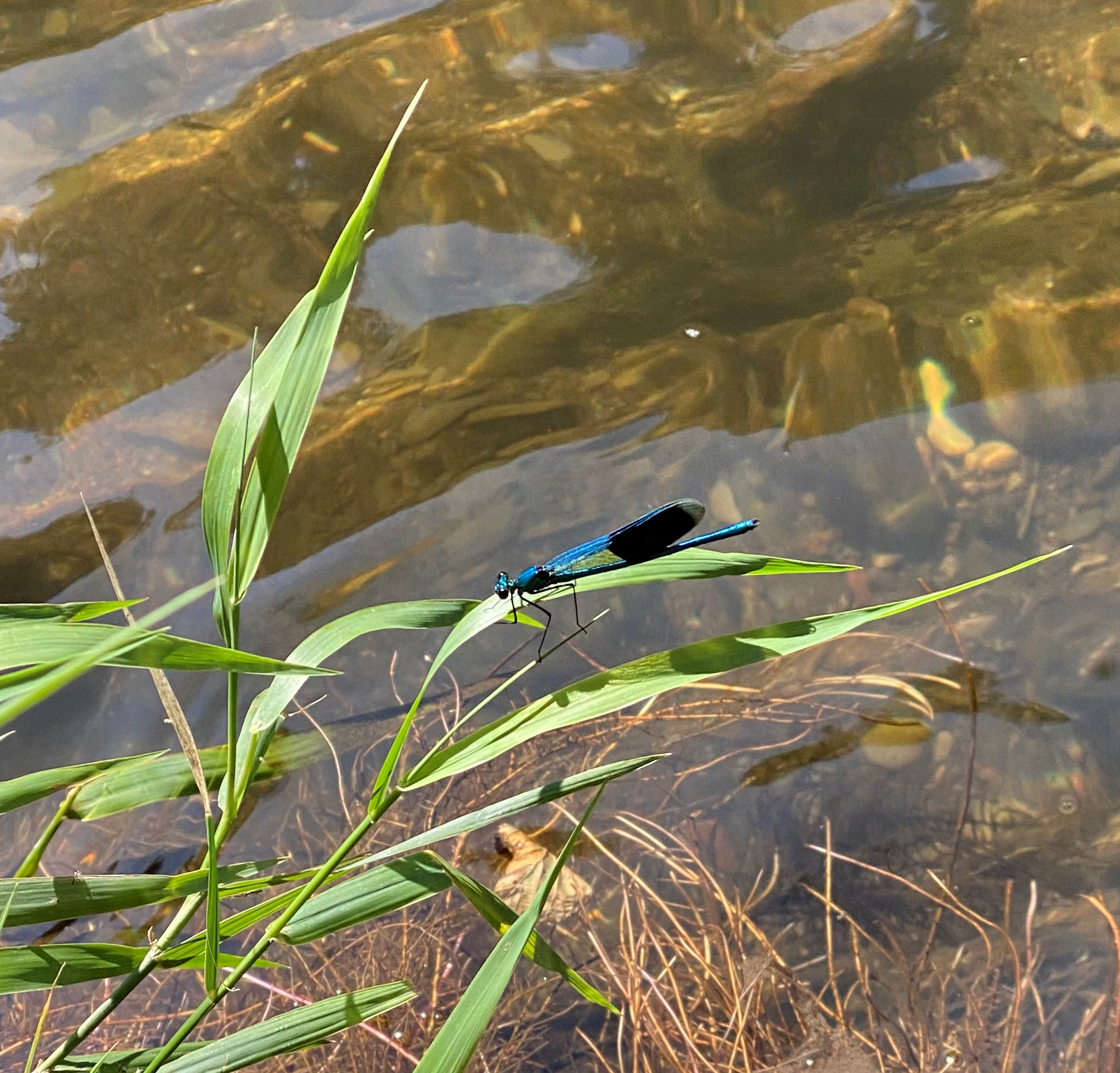
Gebänderte Prachtlibelle bei Obenrüden
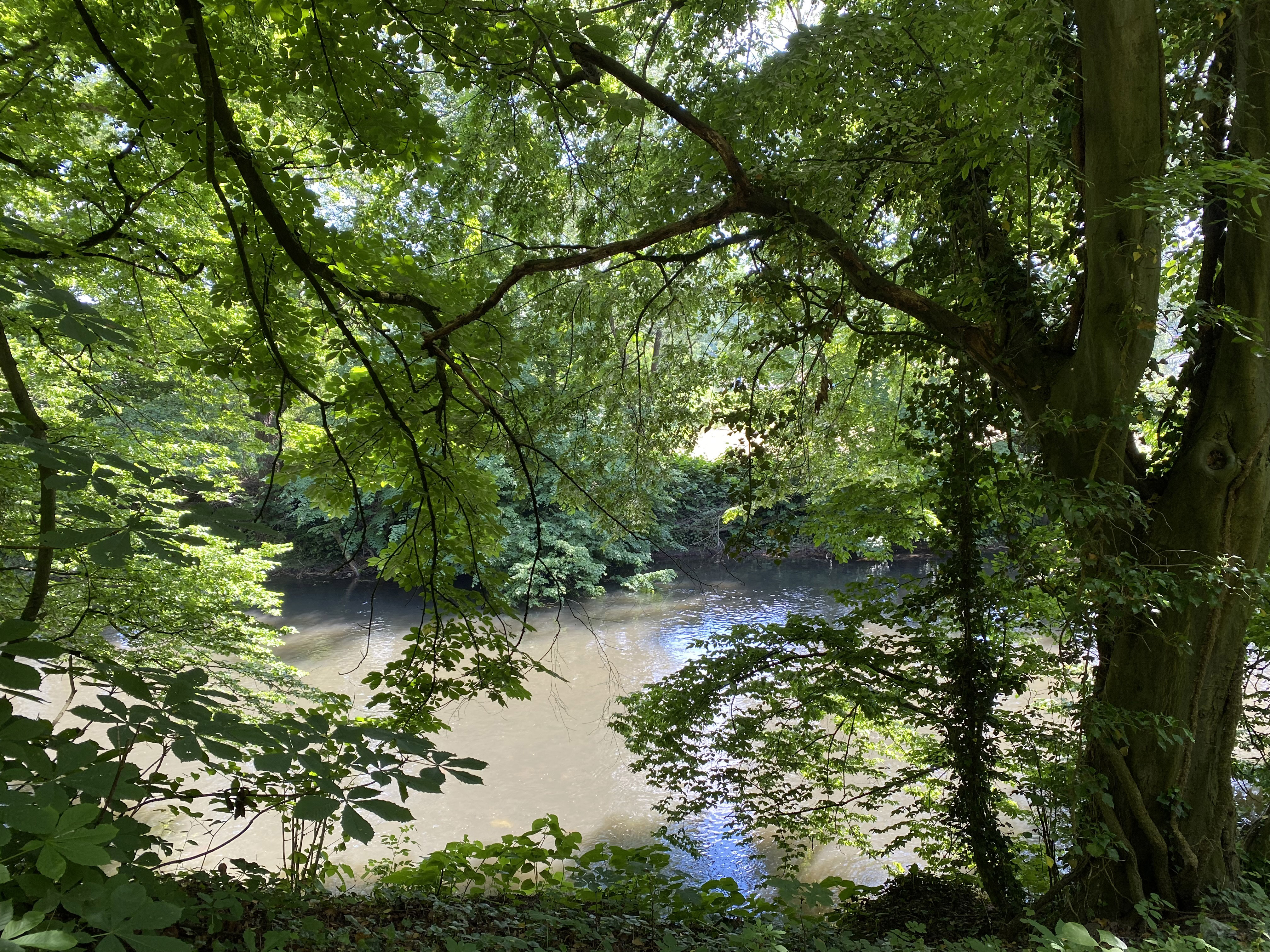
Wupperhänge bei Horn Wipperauer Straße